# Isaac Offenbach

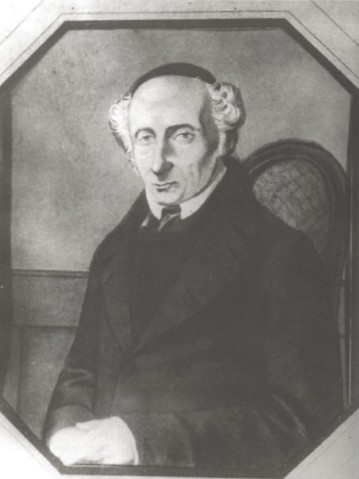
Isaac Offenbach

Isaac Offenbach (geboren um 1779/1781 als Isaak Juda Eberst, Eberscht oder Eberstadt in Offenbach am Main; gestorben 26. April 1850 in Köln) war Kantor der jüdischen Gemeinde in Köln, Dichter, Komponist und Vater von zehn Kindern, darunter Jacques Offenbach.

## Leben
Isaak Juda Eberst wurde zu jener Zeit in zum isenburgischen Fürstentum gehörenden Offenbach am Main (von 1806 bis 1816 Hauptstadt des souveränen Fürstentum Isenburg (Rheinbund)), heute zu Hessen gehörig, geboren. Angaben zu seinem Geburtsdatum variieren zwischen dem meist offiziell genannten 26. Oktober 1779, März 1780 und dem Geburtsjahr 1781. Seine Eltern waren der Schutzjude Juda Eberstadt, ein Lehrer, und seine Frau Terz (oder Terez, Therese); von zwei Geschwistern ist noch eine Schwester namens Sara nachgewiesen.
In einer jüdischen Druckerei wurde Isaak als Buchdrucker ausgebildet und arbeitete bis 1799 dort, daneben erlernte er den Synagogengesang sowie einige Musikinstrumente, darunter die Violine. Die folgenden Jahre war er als reisender Musikant – als „Chasan und Lezan“, also als Synagogenvorbeter und weltlicher Spielmann (Klezmer) – in diversen jüdischen Gemeinden unterwegs. Um 1802 kam er in das rechtsrheinisch vor Köln gelegene Deutz, dessen Gastronomie und Vergnügungseinrichtungen viele jüdische Musikanten beschäftigte. Hier, wo es – anders als noch in Köln – eine recht große jüdische Gemeinde gab, ließ er sich offiziell als Buchbinder nieder, war jedoch weiter als Spielmann und gelegentlich in der Synagoge als Vorsänger tätig. Inzwischen war er in Deutz als „der Offenbacher“ bekannt.
1806 heiratete er Miriam bzw. Marianne Rindskopf, Tochter eines Geldwechslers und Lotterieunter(ein)nehmers, der zunächst gegen die Verbindung seiner Tochter mit einem Musiker war, wie seine Tochter Julie Grünewald 1901 in ihren Erinnerungen berichtete. Das erste der zehn Kinder des Paares, Tochter Therese, wurde 1807 geboren.
Vermutlich seit einem napoleonischen Erlass von 1808, der Juden zur Annahme von festen Nachnamen verpflichtete, führte die Familie den Namen Offenbach. 1816, Köln war inzwischen preußisch, ließ sich die Familie in Köln am Großen Griechenmarkt unter der Adresse Am Krummen Büchel 1 nieder. Dort wurde 1819 auch Sohn Jacob als siebtes Kind geboren. Isaac Offenbach war in dieser Zeit – mehr oder weniger erfolgreich und als einziger in Köln – als freischaffender „Guitarre-, Flauto-, Violin- und Singlehrer“ tätig. Er wurde Mitglied im 1812 gegründeten Kölner Musikverein und scheint auch mit Mitgliedern des Kölner Konzert- und Theaterorchesters Umgang gehabt zu haben.
Im Laufe der 1820er-Jahre erhielt er zusätzlich an der noch im Aufbau befindlichen jüdischen Gemeinde Kölns eine Festanstellung als Chasan, weshalb die Familie später in der Glockengasse 7 – in der Nachbarschaft der Synagoge – eine Dienstwohnung beziehen konnte. Innerhalb der Gemeinde trat er hartnäckig für das Ansehen (und damit auch die Vergütung) seines Berufsstandes als Vorsänger ein. Vertretungsweise übte er auch Aufgaben des Rabbiners aus. Die ersten Jahrzehnte des 19. Jahrhunderts waren eine Zeit des Umbruchs – nicht nur politisch, auch innerjüdisch diskutierte man Liturgiereformen, Aufklärung und eine womöglich zu starke Anpassung an die christliche Umgebung, etwa durch den Einsatz von Orgeln in der Liturgie.

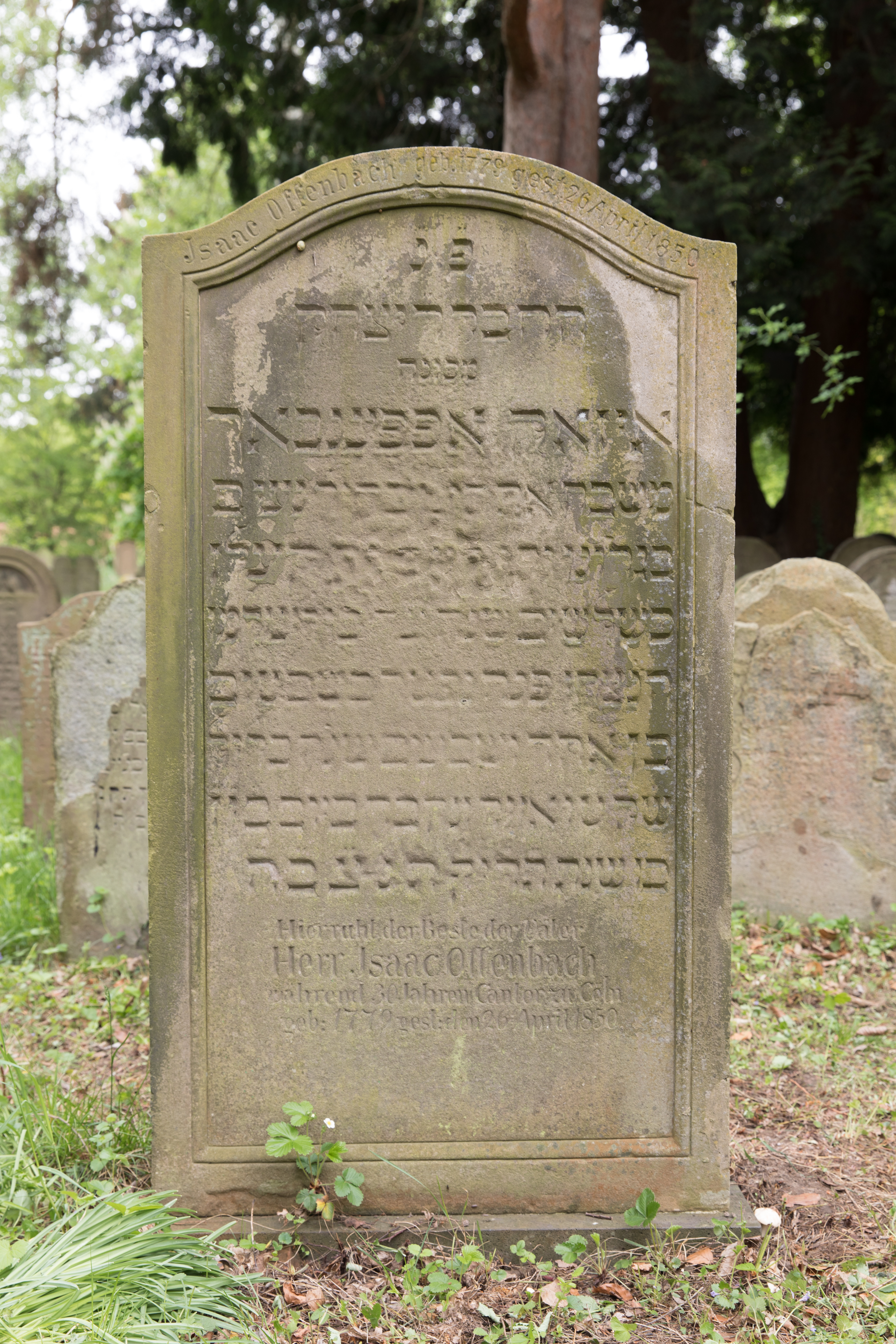
Grabstein von Isaac Offenbach auf dem jüdischen Friedhof in Köln-Deutz

Von den zehn Kindern Mariannes und Isaacs starben zwei Töchter bereits in sehr jungen Jahren. Um die Ausbildung der überlebenden Kinder kümmerte sich der Vater selbst, ließ sie jedoch auch die jüdische Schule besuchen. Vor allem die musikalischen Talente aller seiner Kinder förderte Isaac persönlich. Drei der Kinder – Julius, Isabella und Jakob („Köbes“) – trugen früh zum Familieneinkommen bei, indem sie in Gasthäusern und bei Festen singend und musizierend auftraten und Konzerte gaben.
Als sich abzeichnete, dass Julius und der hochbegabte Jakob in Köln keine weiteren Fördermöglichkeiten für ihre musikalischen Fähigkeiten finden würden, brachte Isaac seine Söhne 1833 persönlich nach Paris. Während eines dreimonatigen Aufenthaltes setzte er durch, dass Jakob gegen anfänglichen Widerstand des Hochschuldirektors Luigi Cherubini am Pariser Konservatorium als Celloschüler am Pariser Konservatorium und Julius – zumindest kurzzeitig – als Violinschüler von Paganini angenommen wurde.
1840 starben der jüngste Sohn Michel und Isaacs Ehefrau Marianne. In der Heimatstadt blieben die Töchter Netta und Julie. Er verbrachte einen eher einsamen und weiterhin durch geringe Einnahmen gekennzeichneten Lebensabend in Köln; Julius und Jakob konnten ihn aus Frankreich nur selten besuchen. Nach einer mehrwöchigen Krankheit starb Isaac am 26. April 1850 in Köln an einem Darmgeschwür. Er wurde auf dem jüdischen Friedhof in Deutz beigesetzt. Die Grabinschrift ist zweisprachig, Hebräisch:
„Hier ist begraben: Freund R' Izhak, genannt Isaac Offenbach, der gelobt den […] und mit seiner Stimme erfreute in der Heiligen Gemeinde Köln ungefähr 30 Jahre, bevor er in seine ewige Welt ging. Er starb mit gutem Namen im Alter von ein und siebzig Jahren, 15. Ijar und wurde bestattet am Montag den 17. desselben im Jahre 5610 der kleinen Zeitrechnung. Möge seine Seele sich ewigen Lebens erfreuen.“ und Deutsch: „Hier ruht der beste aller Väter, Herr Isaac Offenbach, während 30 Jahren Cantor zu Cöln, geb. 1779, gest. 26. April 1850.“

## Werke

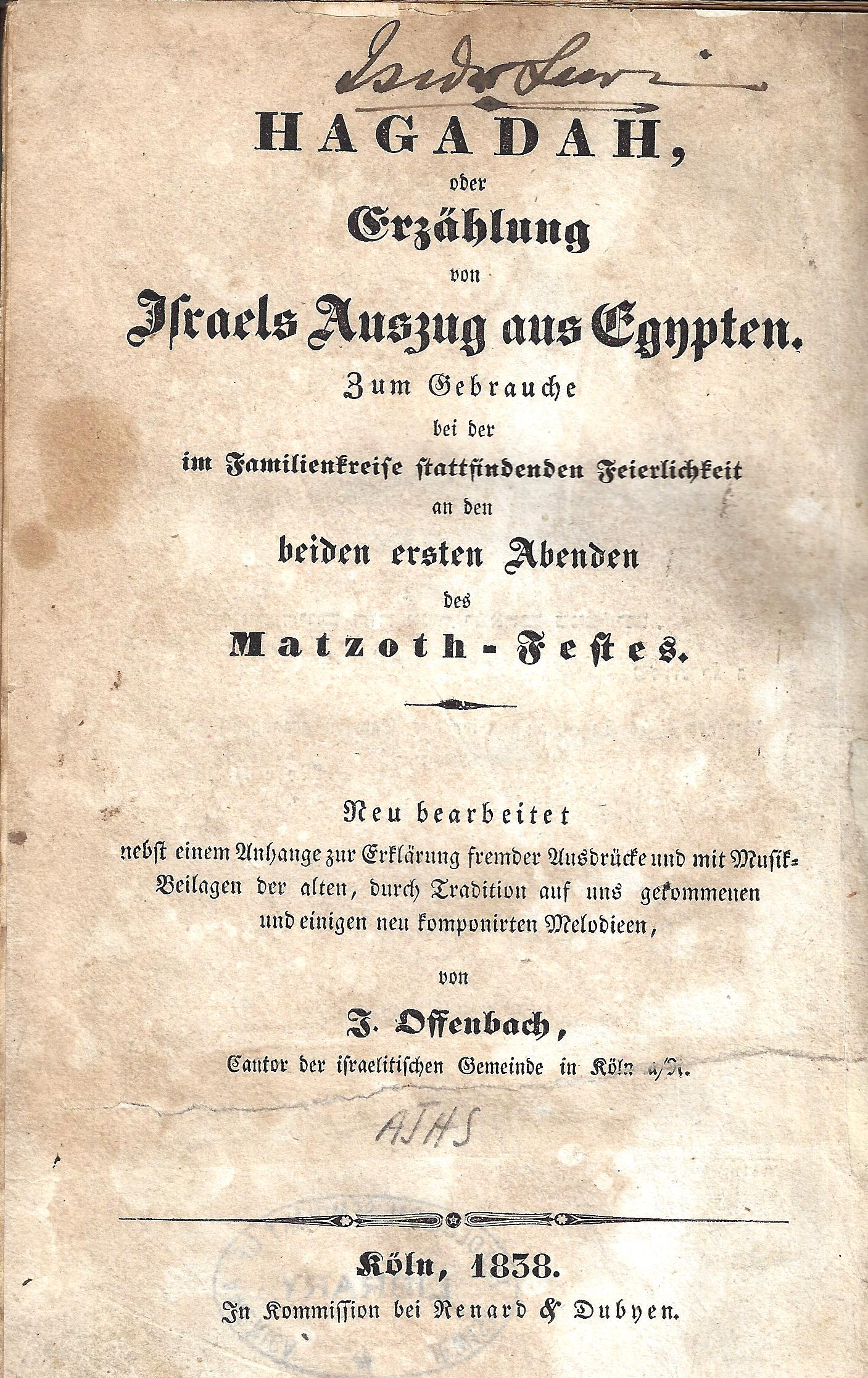
Deckblatt der Komposition Hagadah oder Erzählung von Israels Auszug aus Egypten

Von einzelnen Ausnahmen abgesehen, begann Isaac Offenbach seine kompositorische Arbeit etwa um 1820. Er verfasste eine große Anzahl liturgischer Musikstücke sowie Lieder im Stil des Biedermeiers. Aus der Familie ist ein Liederbuch für den Hausgebrauch mit Kompositionen von Isaac und den Söhnen Julius und Jakob erhalten. Die Tatsache, dass Isaacs Werke im Schatten seines berühmten Sohnes später in Köln und Deutschland wenig beachtet wurden, gibt der Kölner Offenbach-Gesellschaft Anlass zu vermuten, dass sie unter anderem deshalb in der Zeit des Nationalsozialismus nicht vollständig untergegangen sind.
Josef Heinzelmann betonte in einer Kurzbiographie Isaac Offenbachs, seine liturgische Musik zeuge von „eklektischem Geschick und einprägsamer Erfindung“, seine weltlichen Kompositionen von der „Vielseitigkeit biedermeierlicher Musikkultur und der Assimilation an die deutsche Umgebung.“
Der Musikwissenschaftler Klaus Wolfgang Niemöller, der eine umfangreiche mikroverfilmte Sammlung von hinterlassenen Handschriften untersucht hat, hört in Offenbachs Melodien „unüberhörbare Anklänge an die Opernmusik dieser Zeit“ sowie „an die christliche Kirchenmusik.“
Der Opernregisseur und Autor Jacobo Kaufmann, der 1998 eine umfangreiche biografische Arbeit mit Werkverzeichnis und zahlreichen Abschriften aus Isaac Offenbachs erhaltenen Manuskripten verfasste, sieht den Höhepunkt des dichterischen Schaffens Offenbachs mit dem Allgemeinen Gebetbuchs erreicht. Die deutschen Übersetzungen seien „nicht nur außergewöhnlich gut“, sondern böten außerdem „eine poetische Form, […] die sich durch die Klarheit der Ideen auszeichnet und auch vom pädagogischen Standpunkt äußerst lobenswert erscheint.“
In einer Rezension zu der Kaufmann-Biographie schrieb Ellen Kohlhaas 1999 in der FAZ: „Offenbachs Texte […] sind keine dichterischen Meisterwerke, sondern Gebrauchsliteratur mit aufklärerisch-pädagogischer Absicht, doch von nicht unbeträchtlichem kulturgeschichtlichen Wert.“ Es bleibe zu untersuchen, inwieweit sich der väterliche Einfluss im musikalischen Werk von Jacques Offenbach wiederfinden lasse.

### Auswahl von Titeln
- XIV Übungsstücke für die Guitarre; (2 Hefte)[8]
- Der Schreiner in seiner Werkstatt; Singspiel, Uraufführung 1811 in Deutz
- Ester, Königinn von Persien; Purim-Spiel, 1833
- Haggadah-Übersetzung, 1838
- Allgemeines Gebetbuch für die hebräische Jugend, hebräisch und deutsch; 1839
- Humoristisches Gedicht eines polnischen Seforim
- Humoristisches Gedicht eines Antiquaren

### Tonträger
- Gesänge aus der Synagoge / Chants of the Synagoge, Isaac & Jacques Offenbach. Koch-Schwann 1997. Mitwirkende: Moshe Haschel (Kantor), Raymond Goldstein (Orgel, Klavier), Philharmonischer Chor Siegen, Ensemble Cantemus, Herbert Ermert (Dirigent). Aufgenommen am 28. Mai 1997 in der Kölner Synagoge.

## Weiterführende Literatur
- Abraham Binder: Isaac Offenbach. In: The Leo Baeck Institute Year Book. Band 14, Nr. 1, 1. Januar 1969, S. 215–223, doi:10.1093/leobaeck/14.1.215.
- Jacobo Kaufmann: Isaac Offenbach und Sein Sohn Jacques, Oder, „Es Ist Nicht Alle Tage Purim“. In: Hans Otto Horch (Hrsg.): Conditio Judaica: Studien und Quellen zur deutsch jüdischen Literatur und Kulturgeschichte. Band 21. Max Niemeyer Verlag, 1998, ISBN 978-3-484-65121-0, ISSN 0941-5866.
- Christiane Twiehaus: Isaac Offenbach - Hagadah. Oder die Erzählung von Israels Auszug aus Egypten. Greven Verlag, Köln 2020, ISBN 978-3-7743-0930-2.
- Jürgen Wilhelm: Isaac Offenbach. Reformorientierter Kantor - Vater von Jacques Offenbach. In: Jüdische Miniaturen. Band 236. Hentrich & Hentrich, Leipzig 2019, ISBN 978-3-95565-320-0 (hentrichhentrich.de).
- Josef Heinzelmann: Offenbach, Isaac. In: Neue Deutsche Biographie (NDB). Band 19, Duncker & Humblot, Berlin 1999, ISBN 3-428-00200-8, S. 480 (Digitalisat).
- Jürgen Wilhelm mit Thomas Otten (Hrsg.): Hagadah von Isaac Offenbach. Oder die Erzählung von Israels Auszug aus Egypten. Greven, Köln 2020, ISBN 978-3-7743-0930-2.